# Karmelitinnenkloster Luçon
Das Karmelitinnenkloster Luçon ist ein Kloster der Karmelitinnen in Luçon, Département Vendée, im Bistum Luçon in Frankreich.

## Geschichte
Karmelitinnen von Nantes gründeten auf Wunsch von Bischof Jacques-Marie-Joseph Baillès von Luçon 1847 in Luçon einen Karmel, dem von 1850 bis 1858 Gebäude errichtet wurden. Im Unterschied zu anderen Klöstern konnte der Konvent in der Zeit der Verfolgung durch die Dritte Republik am Ort bleiben. Zwischen 1996 und 2014 wurden Kapelle, Klausur und Kreuzgang restauriert. Dank der Aufnahme von Schwestern aus den aufgelösten Klöstern Pamiers, 1648–2008, Aire-sur-l’Adour, 1853–2008, Le Dorat, 1856–2014, und dem Carmel de la Fouchardière  in Chavagnes en Paillers, 1919–2016 (1617–1901 in Saintes) und weiteren zählt der Konvent heute 20 Ordensfrauen. Er wohnt in der Rue de l’Union Chrétienne Nr. 14.